# Lynn Abbey
Marilyn Lorraine "Lynn" Abbey (ur. 8 września 1948 w Peekskill, Nowy Jork) – amerykańska pisarka. Zadebiutowała w roku 1978 książką Daughter of the Bright Moon. W latach 80. wyszła za mąż za pisarza Roberta Asprina, który dał jej pracę koedytora Thrieves World. Nie przeszkodziło jej to w pisaniu książek dla innych serii.
Abbey i Asprin rozwiedli się w 1993. Lynn przeniosła się do Oklahoma City.